# Georgios Iatridis
Georgios Iatridis, grški sabljač, * ?, † ?.
Sodeloval je na sabljaškem delu poletnih olimpijskih igrah leta 1896, kjer je osvojil 5. mesto v individualni sablji.